# Ines Pané
Ines Pané (circa 1980/1981) is een Surinaams politicus. Zij was van december 2023 tot juli 2025 minister van Sociale Zaken en Volkshuisvesting. Daarna werd ze gekozen tot lid van De Nationale Assemblée.

## Biografie
Ines Pané is van inheemse komaf.
Op voordracht van de ABOP/PL werd zij op 11 december 2023 beëdigd tot minister van Sociale Zaken en Volkshuisvesting. Hiermee volgde zij Uraiqit Ramsaran op, die op zijn beurt Albert Jubithana opvolgde als minister van TCT. President Chan Santokhi kondigde al in november aan persoonlijk toe te willen zien op het ministerie van Sociale Zaken en het centraal te willen aansturen vanuit het Kabinet van de President. Volgens Santokhi wilde hij de situatie opheffen dat het ministerie werd geleid door "twee kabinetten": een van de minister en een van de directeur. Ook wil hij hiermee voorkomen dat het ministerie, dat van groot belang is om de volgende verkiezingen te kunnen winnen, niet vanuit etnische motieven wordt bestuurd. "Ik verwacht een nationale opstelling en attitude van een ieder bij het uitvoeren van het sociaal beleid," aldus Santokhi bij Panés beëidiging.
Tijdens de verkiezingen van 2025 werd zij op nummer 3 van de lijst van ABOP gekozen tot lid van De Nationale Assemblée.